# Carla Morrison
Carla Patricia Morrison Flores (Tecate, Baja California; 19 de julio de 1986), conocida como Carla Morrison, es una cantante, compositora, actriz, activista y productora mexicana. Ha sido ganadora de tres premios Grammy Latino; dos por mejor canción alternativa con «Déjenme llorar» en 2012 y «Vez primera» en 2016 y uno por su álbum debut Déjenme llorar, además certificado platino por la Asociación Mexicana de Productores de Fonogramas y Videogramas (AMPROFON).
En 2009, lanzó su primer miniálbum, titulado Aprendiendo a aprender, producido de forma autónoma en el estudio de Jordan Beriault en Tempe, Arizona, Estados Unidos. Al poco tiempo, este disco acaparó al público y a los medios, posicionándola entre los proyectos musicales más prometedores de la nueva escena mexicana, llevándola a actuar en gran parte de México.El disco contiene temas compuestos y producidos por ella misma. Los sencillos «Esta soledad» y «Lágrimas» fueron utilizados en el programa de televisión Soy tu Fan. Posteriormente, la cantante mexicana Natalia Lafourcade se interesó en ella y le ofreció producir un nuevo extended play.
Alcanzó el reconocimiento internacional al presentarse en países de Europa, Sudamérica y los Estados Unidos y ha tocado en festivales de música como el Lollapalooza en Chile, el Coachella de Indio, California o el Vive Latino en la Ciudad de México. En 2017, presentó una conferencia para TEDx llamada ¿De quién dependo? donde compartió su experiencia como mujer y artista independiente. Ese mismo año debutó como actriz en la película Ana María in Novela Land.Tres canciones de Morrison («Me encanta», «Hasta la piel» y «Yo sigo aquí») fueron usadas para la banda sonora. Cantó en vivo «Un beso» en la ceremonia de los Premios Grammy de 2017. En 2018 la revista Forbes nombró a Carla como una de las 100 mujeres más poderosas de México, junto a Eiza González, Martha Debayle y Elisa Carrillo. También participó en Girls’ Lounge en el Festival Internacional de la Creatividad Cannes Lions en Francia como parte del panel de discusión The Female Quotient.
Carla cuenta con tres álbumes de estudio: Déjenme llorar (2012), Amor supremo (2015) y El renacimiento (2022), también cuenta con un álbum acústico; Amor supremo desnudo (2017). Además de cinco EPs: Aprendiendo a aprender (2009), Mientras tú dormías... (2010), Jugando en serio (2013),La niña del tambor (2016) y Los cuatro actos acústicos (2022).Entre sus canciones más populares se encuentran: «Hasta la piel», «Déjenme llorar», «Disfruto», «Te regalo», «No quise mirar», «Compartir», «Vez primera», «No vuelvo jamás», «Un beso», «Eres tú», «Todo pasa», «Devuélvete», «Tú atacas», «Me encanta», entre otras.
A lo largo de su trayectoria musical ha colaborado con artistas como Julieta Venegas, Elsa y Elmar, Teri Gender Bender, Gepe, León Larregui, Enrique Bunbury, Juan Gabriel, Leonel García, Eugenia León, Los Ángeles Azules, Esteman, Kinky, Vega, Macklemore & Ryan Lewis, Dani Martín, Lila Downs, J Balvin, Nicky Jam, Mon Laferte y Ricky Martin. Y ha realizado homenajes a cantantes como José José, Juan Gabriel, José Alfredo Jiménez, Lola Beltrán y ABBA.

## Biografía y carrera artística

### 1986-2008: Inicios y Babaluca

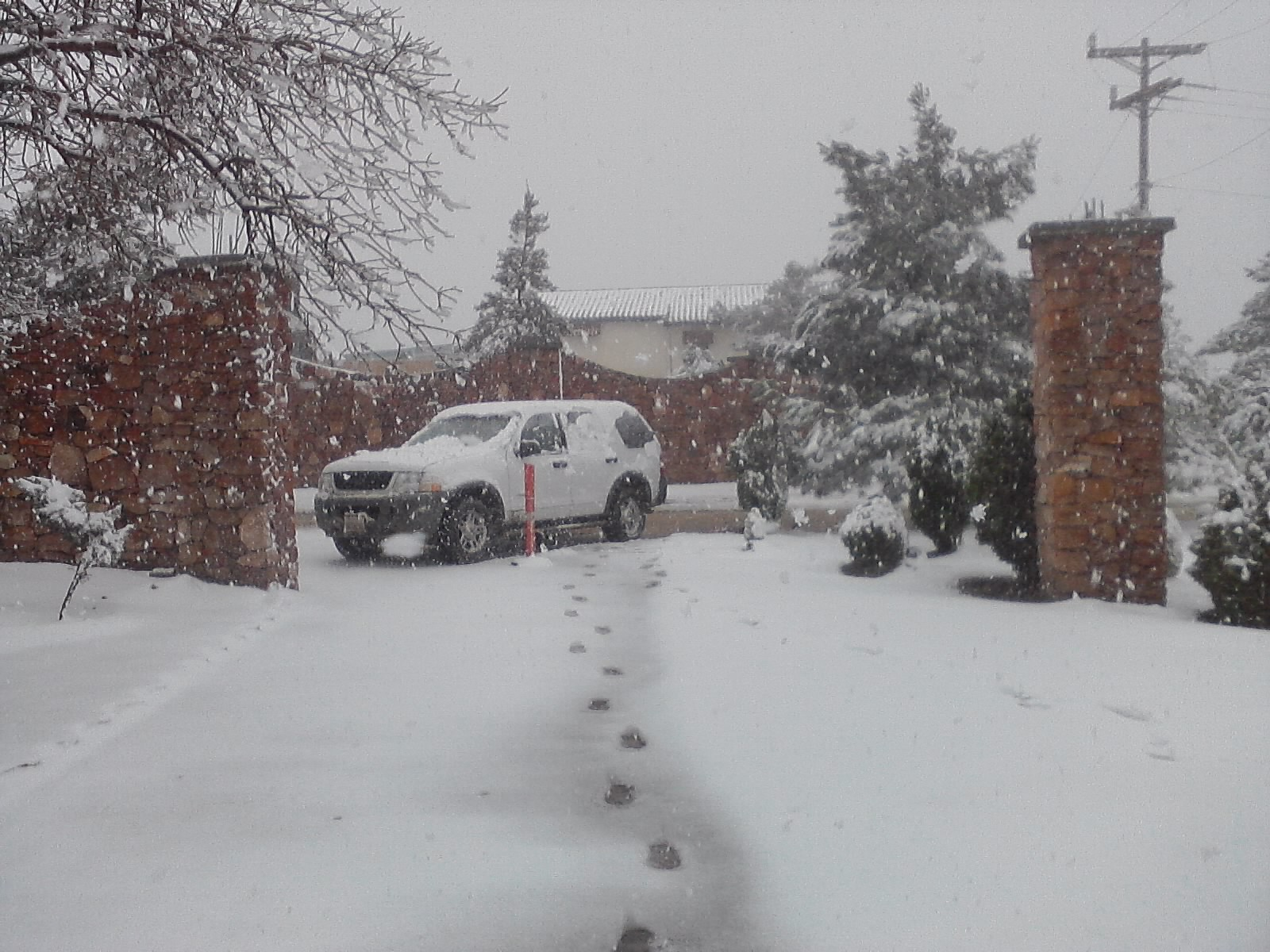
Tecate, ciudad donde Carla nació.

Carla Morrison, es hija de padres mexicanos, Porfiria Flores e Hilario Morrison. Su padre, Hilario Morrison, antes apellidado Viera, obtuvo su apellido al ser adoptado por William Guy Morrison, nacido en California e hijo de una migrante inglesa llamada Laura Morrison. Carla Morrison nació y radicó en Tecate los primeros años de su vida. Desde pequeña recibió formación en el arte del dibujo, la danza y el canto, manifestando una especial inclinación por este último. Motivada por su convicción de dedicarse a la música, decidió trasladarse a Phoenix, Arizona, a la edad de 17 años. En esta ciudad, comenzó sus estudios musicales dentro del Mesa Community College, pero pronto dejó la escuela debido a que su estilo de acercarse a la música era más espiritual, emocional y autodidacta que académica.
Inspirada por su maestro David Barrios, barítono lírico mexicano, comenzó a presentar sus primeras composiciones musicales bajo el nombre artístico de Babaluca. Este proyecto se consolidó como banda con la adhesión de Nick Kizer y Nichole Petta y logró posicionarse en poco tiempo como uno de los proyectos más importantes de la escena local.
Durante esta etapa de su vida artística, la cantante colaboró con Mark Erickson –músico multinstrumentista, e integrante de la banda Colorstone, de Phoenix, Arizona–, productor del primer disco de Babaluca, el cual nunca salió al mercado. Carla Morrison y Mark Erickson trabajaron juntos para interpretar la canción «Tragos de amargo licor» de Ramón Ayala en un festival de música country, misma que fue incluida en su EP, Aprendiendo a aprender. Además, Mark Erickson la invitó a ser corista en el disco Go Away Closer, que produjo para Lonna Kelley. Después de una corta, pero productiva, trayectoria junto a Babaluca, Carla optó por abandonar el proyecto y regresar a México para continuar con su carrera musical como solista.

### 2009-2011: Primeros EP

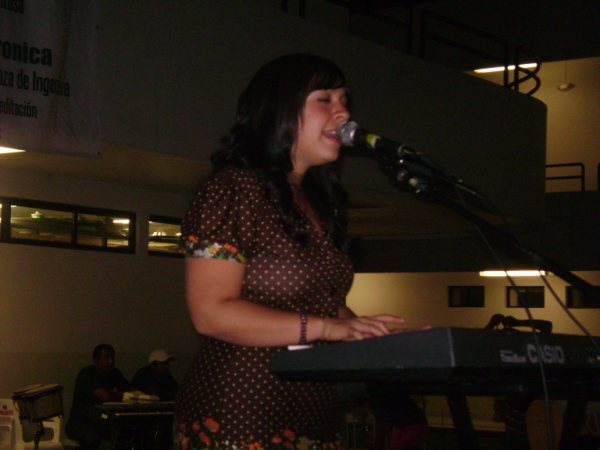
Carla Morrison en el concierto 6/8/09 de la UABC en Tecate, Baja California en 2009.

A principios de 2009, Carla Morrison lanzó su primer EP, titulado Aprendiendo a aprender, material que produjo en su totalidad de manera independiente en un estudio de Jordan Berailut en Tempe, Arizona. Tras corto tiempo, este trabajo atrajo al público y algunos medios, posicionando a Carla Morrison dentro de las propuestas más llamativas de la nueva cara musical mexicana, lo que la llevó a presentarse en varias ciudades de México. Ella misma produjo y compuso los seis temas incluidos en el EP.
Posteriormente, Natalia Lafourcade se ofreció a producir el siguiente EP de Carla Morrison y la invitó a ser su telonera en la presentación de su álbum Hu Hu Hu en el Teatro Fru Fru. Esta fue su primera presentación oficial en la Ciudad de México y le abrió las puertas para conquistar al público de la ciudad.
Para el 2010, Carla Morrison presentó su segundo EP titulado Mientras tú dormías producido por Natalia Lafourcade. Este disco llevó a la cantautora a continuar cosechando más éxitos, presentándose en ciudades importantes de la República Mexicana y conquistando también algunos escenarios en Estados Unidos y Colombia. Cabe destacar que, con el EP Mientras tú dormías, Morrison fue nominada a un premio Grammy Latino; a su vez, este EP contribuyó a que se agotaran las entradas de una gran parte de sus presentaciones, incluyendo el Lunario del Auditorio Nacional, el Teatro Metropólitan y su participación en el Festival Vive Latino 2011.

### 2012-2014:Déjenme llorar
En el 2012, comenzó a trabajar en su primer álbum de estudio de larga duración, titulado Déjenme llorar, junto con Juan Manuel Torreblanca –de la banda Torreblanca– y Andrés Landon –solista en Sonido Landon–, en la producción del disco, y Alejandro Jiménez –solista en Jandro–, en la coproducción de maquetas, arreglos y en la ingeniería de grabación. Déjenme llorar salió a la luz el 24 de marzo de 2012, en el marco del Festival Vive Latino del mismo año. Fue nominado en los premios Grammy Latino en cinco categorías y fue nominado en los premios Grammy en la categoría de Mejor Álbum Latino de Rock, Urbano o Alternativo. El álbum resultó ganador de un premio Grammy Latino en la categoría de Mejor Álbum Alternativo y su canción homónima fue ganadora del mismo premio en la categoría de Mejor Canción Alternativa. Además, el disco fue certificado como Disco de Platino en su país.

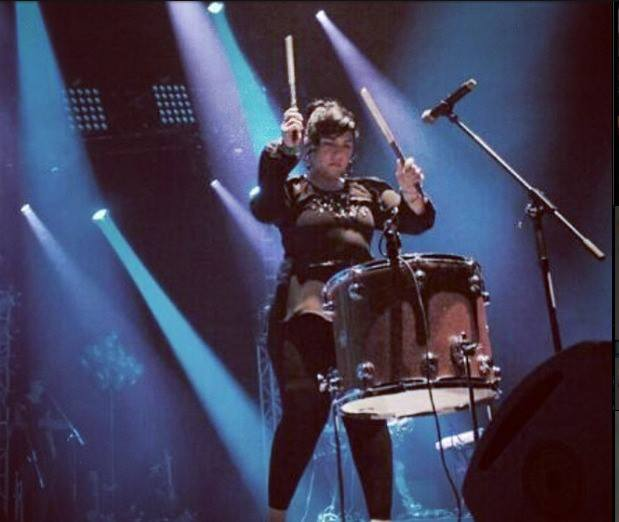
Carla tocando «Me encanta» en el Auditorio Banamex de la Ciudad de México en 2013.

Enseguida, llevó a cabo su gira Déjenme llorar junto con la banda mexicana de rock alternativo Enjambre, recorriendo México casi en su totalidad. La mayoría de las presentaciones vendieron todas las entradas. Ambos proyectos cerraron esta gira presentándose en el Palacio de los Deportes el 31 de agosto de 2013 ante 20 mil personas; las locaciones de esta presentación también fueron agotadas.
Terminada la gira Déjenme llorar, comenzó la gira internacional Sin despedir. En el contexto de esta gira, la cantante se presentó en Estados Unidos, Guatemala, Costa Rica, Panamá, Perú, Chile, Argentina, Uruguay, El Salvador, España, Inglaterra y Francia. La mayoría de los conciertos agotaron las entradas antes del día del evento. El 21 de mayo de 2013 se publicó su tercer EP, Jugando en serio.
En el contexto de la gira del álbum Déjenme llorar, Carla Morrison se presentó en festivales de música importantes en América y en Europa. Entre ellos, destaca el Festival Vive Latino, por haber participado en él tres años consecutivos. Su debut en este festival fue en el año 2011 y se presentó en la Carpa Intolerante, rompiendo el récord de asistencia al lograr reunir a 9 mil personas en una carpa que había sido diseñada para agrupar a un máximo de 5 mil personas. En el 2012, cantó en la Carpa Danup delante de 30 mil personas; en esa ocasión, su presentación fue transmitida en las pantallas del Festival por el interés tan grande que había despertado entre el público asistente. En el Festival Vive Latino 2013, interpretó sus canciones en el escenario principal, frente a 65 mil personas, antes de la presentación de dos bandas internacionales, Tame Impala y Blur.
Participó en el Festival Viva La Canción 2012 en Madrid, España; el Festival Centro 2012 y el Festival Estéreo PÍcnic 2013, en Colombia; el Festival Pal Norte Fest 2012 en Monterrey, México; el Festival Lollapalooza 2013 en Chile; y en Estados Unidos, el Pachanga Latino Fest en Austin, Texas, el Latin Alternative Music Conference 2012-13 en Nueva York y el Neón Desert Festival 2013 en Phoenix, Arizona. Cerró su gira Sin despedir con su presentación en el Auditorio Nacional el 31 de mayo de 2014. La artista se presentó frente a 10 mil personas; las entradas del evento fueron agotadas.
En diciembre de 2013, Carla Morrison fue invitada a colaborar con Juan Gabriel en la canción «Yo sé que está en tu corazón», incluida en su álbum Los Dúo, Vol. 2. También colaboró con Los Ángeles Azules en el tema «Las maravillas de la vida», de su álbum Cómo te voy a olvidar, lanzado en mayo de 2013; la canción fue el tercer sencillo del álbum, cuyo video fue lanzado en septiembre del mismo año. Otra colaboración importante fue aquella que hizo con Leonel García –en abril de 2013– con el tema Que Lloro, del álbum Todas Mías; esta canción fue lanzada como tercer sencillo del álbum junto con su video. En junio de 2014, fue invitada también por Kinky a cantar en el primer sencillo de su álbum MTV Unplugged, «A dónde van los muertos». En diciembre del mismo año, recibió la invitación de Ana Torroja a cantar en el tema «Un año más», junto a Ximena Sariñana, el cual fue incluido en su álbum Conexión, lanzado en mayo de 2015.

### 2015-2016:Amor supremo
En agosto de 2015, Carla Morrison rentó una casa en Playas de Tijuana para construir un estudio casero y comenzar la grabación de su segundo álbum de estudio, Amor supremo. Este fue producido por Alejandro Jiménez y Demian Jiménez y coproducido por Carla Morrison a lo largo de ocho meses.Al finalizar la grabación del álbum, antes de su lanzamiento, fue invitada por el locutor de Apple Music, Zane Lowe, a su programa Beats1, para presentar su primer sencillo, «Un beso». Carla Morrison se convirtió en la primera artista mexicana que presentó su música en ese programa. Como parte de la promoción de este sencillo, se lanzó un video musical, dirigido por Julio Muñoz de la productora RARARA.

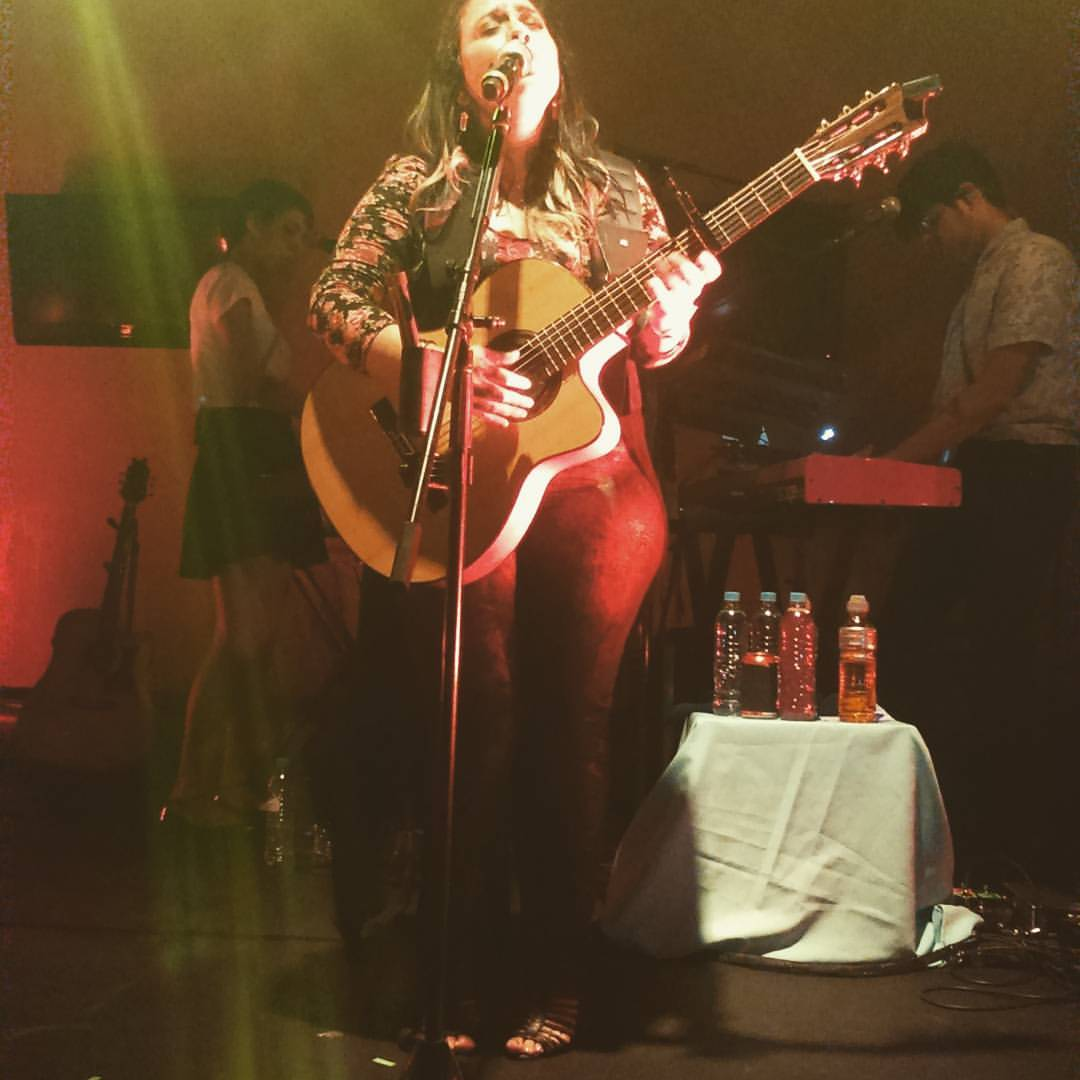
Carla Morrison tocando una presentación en Mexicali, Baja California, como parte de su Tour Amor Supremo en mayo de 2016.

Amor supremo, se lanzó en noviembre de 2015. Fue nominado en los premios Grammy Latino en la categoríaa a Mejor Álbum Alternativo y en los Premios Grammy de 2017 a Mejor álbum de rock latino, urbano o alternativo, además de ser nominado al Premio Lo Nuestro como Álbum del Año. En la ceremonia de los premios Grammy, Carla Morrison fue invitada a interpretar «Un beso» junto a Northern Cree. Carla Morrison resultó ganadora de un premio Grammy Latino en la categoría de Mejor Canción de Música Alternativa con el tema «Vez primera». El álbum recibió críticas favorables por parte de The New York Times, The New Yorker, The Boston Globe y Pitchfork. En esta última publicación se le otorgó la calificación de 8.0 sobre 10 puntos.
Tras este lanzamiento, Carla Morrison dio inicio a la gira internacional Amor supremo con la presentación del álbum homónimo en el Teatro de la Ciudad Esperanza Iris en la Ciudad de México. En esta gira, la artista recorrió la República Mexicana, incluyendo su presentación en el Festival Pal Norte 2016, Vive Latino 2016, Coordenada Guadalajara 2016 y la Semana de las Juventudes 2016 en el Zócalo de la Ciudad de México; En Estados Unidos se presentó en el Festival de Coachella 2016, el Festival Ruido Fest Chicago 2016 y el Festival La Tocada Santa Anna 2016; En Sudamérica, incluye su aparición en el Festival FIIS en Chile y el Homenaje a Soda Stereo en Buenos Aires 2016; y Europa, en el Festival DCODE 2016 en Madrid, el Festival Nocturama 2016 en Sevilla, el Festival BBK Live 2017 en Bilbao, y el Festival La Mar de Músicas 2017 en Cartagena.
Para promocionar su álbum Amor supremo, Carla Morrison lanzó varios videos que siguieron al lanzamiento del video de «Un beso». Estos sencillos, dirigidos por Broducers fueron: «Vez primera», «Azúcar morena», «No vuelvo jamás» y «Tú atacas». Este último fue dirigido también por Chris Carrera, quien dirigió un documental sobre Carla y su experiencia como mujer y artista independiente en la industria musical, así como su experiencia como dueña de su empresa.En diciembre de 2016, Carla Morrison lanzó un EP titulado La niña del tambor. Este fue producido por ella misma, junto con Alejandro Jiménez y Demian Jiménez. El EP está compuesto por seis temas navideños; uno de ellos, Jesús, es de su autoría. La Niña del Tambor fue grabado en vivo, en el estudio Baby Jesús Hood Studio, en la Ciudad de México. Tres de los temas que integran al EP fueron cantados en inglés y tres en español. El EP fue lanzado para ser escuchado y descargado de manera gratuita.

### 2017-2018:Amor supremo desnudo

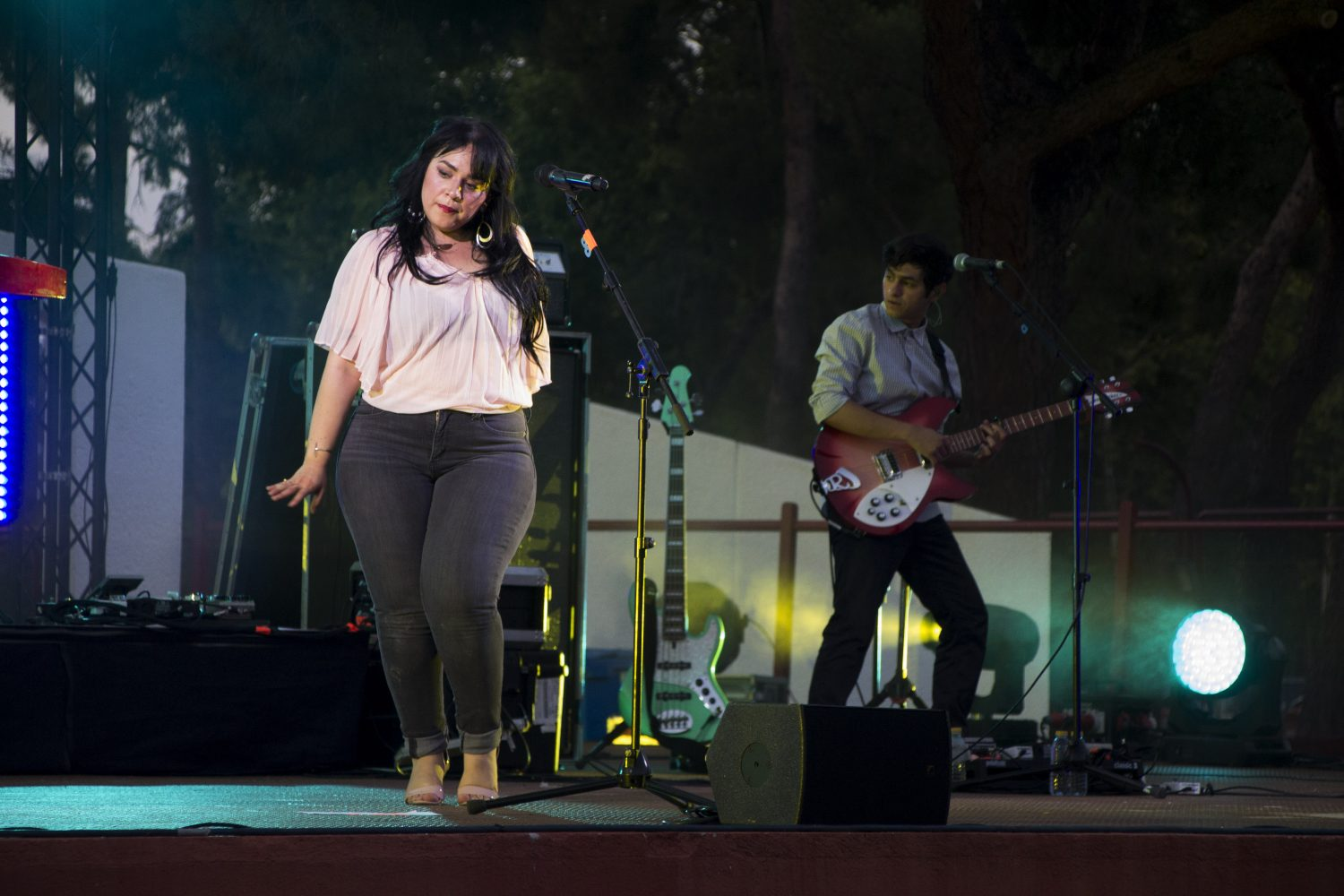
Carla en una presentación al aire libre en el Parque Forestal de Entrevías, en Madrid, España (2017).

Amor supremo desnudo salió a la luz el 9 de junio de 2017. Producido por Carla Morrison y Alejandro Jiménez. El álbum contiene versiones acústicas de trece temas incluidos en su álbum anterior, Amor supremo. Además, incluye dos canciones nuevas, «Te regalo» –acompañada del video dirigido por Broducers– y «Dime mentiras». Un disco en formato vinilo también se lanzó como una versión especial. Luego de su gira Amor supremo donde visitó países como España y Estados Unidos. Con el lanzamiento de este álbum, Morrison comenzó la gira Amor supremo desnudo, en el marco del Circuito Indio, un ciclo de conciertos llevado a cabo por Vive Latino.«Dime mentiras», es una canción en la que se habla de algunas situaciones que marcan a un ser humano y con las mujeres que se han quedado solas tras el fallecimiento de sus seres amados; —¿Qué hacen cuando han perdido a sus esposos, a sus hijos? Les canto a todas ellas porque yo no sé qué haría en una situación así—, Y «Te regalo», un tema preparado para otro disco pero que había decidido no incluirlo. Es una canción de compromiso, de decirle a tu pareja; —sí, ya estoy lista, cuando tú quieras—.
También dijo «es un disco que tenía muchas ganas de hacer porque la versión original me gusta muchísimo, pero quería darle otro toque, quería escucharlo de forma distinta y mucho más profunda» según en una entrevista para Publimetro. La idea de reversionar Amor supremo en acústico surgió tras su gira por España. Amor supremo desnudo obtuvo en el 2018 una nominación a los Premios Grammy Latinos por Mejor Álbum Vocal Pop Tradicional y competía junto a artistas como Laura Pausini, Pablo Alborán, Mojito Lite y Nahuel Pennisi, pero perdió ante Hazte sentir de Laura Pausini. En 2018, Carla participó junto a la cantante oaxaqueña, Lila Downs en su sencillo «Ser paloma», una canción que representa la diversidad del género femenino en diferentes ámbitos profesionales. Ese mismo año se lanzó «Vibras» una canción del cantante colombiano J Balvin, donde Morrison cantó a dueto con él.

### 2020-presente:El renacimiento

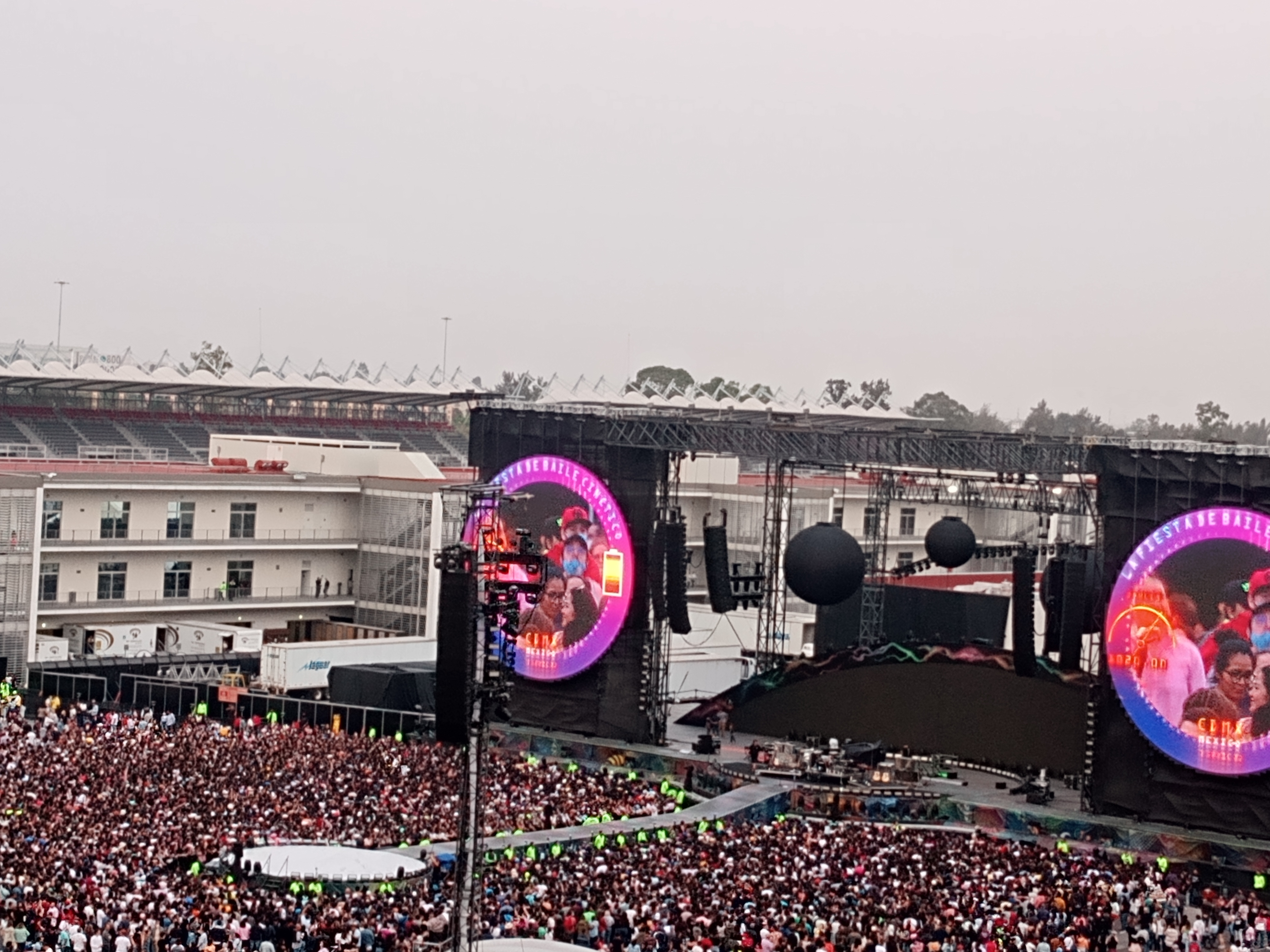
Carla presentándose como telonera con El renacimiento Tour en el último de los conciertos de Coldplay en Ciudad de México en 2022.

El 21 de septiembre de 2020, Morrison lanzó «Ansiedad» bajo la leyenda de Acto 1 de 4 como el primer sencillo oficial de su próximo álbum titulado El renacimiento. Dicho proyecto fue filmado en su totalidad en la ciudad de Vilna, Lituania según informó la propia artista a través de su cuenta de Instagram. El 19 de octubre, se publicó el video oficial del segundo sencillo titulado «No me llames», con respecto a esta canción Carla comentó «En el Acto 2, uno comienza a cortar de raíz cada relación tóxica que no nos deja avanzar, esta vez ya no se trata de llorarle al desamor, ahora se trata de dejarlo ir porque recuperamos nuestro poder de decisión porque comenzamos a conocer nuestro valor». El acto 3 titulado «Obra de arte» salió a la luz oficialmente el 16 de junio de 2021. En una entrevista para la revista Forbes Morrison citó «Es la primera canción en la que celebré mi persona, mi feminidad, mi ser. En muchas de mis canciones hablo de amor, desamor, me toca mucho reflexionar y analizar mis emociones, y en esta canción es en la que digo, soy perfecta, soy guapísima» Finalmente para el acto 4 «Contigo» un video oficial fue publicado el 21 de septiembre de 2021, el cual fue dirigido por el cinematógrafo francés Colin Solal Cardo; «Esta canción cuenta la historia de cómo terminé volviendo a mí después de hacer una búsqueda interna profunda. Donde tenía que aprender no solo a valorarme pero a valorar lo que sentía, y al aceptar el amor, ahora sí poder darlo con todas mis fuerzas. Con ‘Contigo’ por fin me entregó a una nueva relación sin reservas porque por fin estoy completa, puedo recibir y dar amor. Mi visión es más clara, mis sueños son más claros, mi espíritu es más liviano y con ella el miedo al riesgo se disipa. Porque esta vez todo me dice ‘adelante, ya no pierdes nada porque estás contigo siempre y al final de todo» expresó Carla.

El 24 de febrero de 2022, Carla anunció oficialmente que sería ella la encargada de abrir los conciertos de la banda inglesa Coldplay, tras su gira por México, al presentarse en ciudades como Monterrey, Guadalajara y Ciudad de México.En total fueron 8 fechas en las que se presentó con la primera parte de su gira «El renacimiento tour». El 25 y 26 de marzo abrió los primeros conciertos en el Estadio BBVA de Monterrey ante más de 50,000 personas en cada fecha.
| En su cuenta de Instagram, Morrison redactó sobre Coldplay: «Crecí con ellos, me sanaron el corazón muchas veces y me ayudaron a ver la luz al final del túnel innumerables veces. Compartir el escenario con ellos es un honor inmenso y estoy tan agradecida que me pidieran acompañarles durante toda su gira mexicana, estoy en las nubes con este gran regalo».—Carla Morrison. |

Posteriormente, hizo lo mismo en el Estadio Akron en la ciudad de Guadalajara el 29 y 30 de marzo, y finalmente abrió las últimas cuatro fechas en el Foro Sol en la Ciudad de México, los días 3, 4, 6 y 7 de abril, ante un foro de más de 60,000 siendo aclamada por la audiencia mexicana. En la primera noche en el Foro sol, Morrison declaró «La fecha de ayer ya estaba agotada desde antes que yo fuese anunciada e imaginé que no sería un público fácil de ganar pero… No tengo palabras, toda esta gira ha sido un sueño para mi! Anoche me recibieron con tanto amor, fue increíble!!!!! Recordé porque ustedes son mi más querido y más grande público, mi México! Mis compañeros de viaje, mis más grande apoyo, mi porra más fuerte! Gracias por la gran noche de ayer, nos vemos en un rato» escribió en Twitter.
Finalmente el 29 de abril de 2022, Carla lanzó oficialmente su tercer álbum de estudio titulado El renacimiento, el primero en 7 años desde su álbum Amor supremo, este nueva producción discográfica cuenta con 11 canciones originales, con una influencia más pop con referentes como Adele, Sam Smith o The Weeknd, pero priorizando la salud mental donde profundiza su proceso con la terapia psicológica. Ese mismo día estrenó el video oficial del último sencillo del álbum «Diamantes» en la plataforma YouTube. El 1 de mayo dio a conocer las fechas de su nueva gira promocional El renacimiento Tour, dando conciertos en las principales ciudades de México como Querétaro, Monterrey, Puebla, Guadalajara, entre otras. Mientras que en Estados Unidos se presentará en ciudades como Los Ángeles, San Diego, Houston, Dallas, etc.

## Filantropía y activismo
Ha colaborado con varias instituciones de ayuda humanitaria sin fines de lucro. Ha apoyado económicamente a Luz de vida, una fundación mexicana que se dedica a ayudar a niños de escasos recursos que padecen de cáncer. También ha participado como embajadora de la Federación Mexicana de Dermatología con el fin de ayudar a concientizar sobre el cáncer de piel. Y se unió a PETA Latino junto a artistas como Morrissey, Rubén Albarrán, Joan Jett, Dave Navarro y Rodrigo y Gabriela quienes han promovido la adopción de animales –en vez de su compra– y su esterilización.Desde el inicio de su carrera, Carla Morrison se ha involucrado en causas sociales al manifestar su opinión abiertamente en entrevistas y en sus presentaciones. Apoyó, de esta manera, al movimiento YoSoy132 al pronunciarse a favor del mismo, exigiendo una democracia auténtica –en el contexto de las elecciones presidenciales en México en el 2012–, y al grabar junto con otros artistas la canción «Un derecho de nacimiento», junto con un videoclip.

### Apoyo a la comunidadLGBT
Morrison apoya a la comunidad LGBT al levantar la voz a favor de la igualdad de género y los derechos de ésta. Este fue el objetivo de Carla al grabar el video de su canción «Eres tú», lanzado en octubre de 2012, en el cual se relata la historia de un matrimonio entre dos personas del mismo género.

### Campañas sociales
Fue invitada a participar en la campaña No te calles de Cerveza Indio, la cual salió a la luz en mayo de 2016. En ella, Carla, junto con otros artistas, habla sobre la importancia de la libertad de expresión pronunciando las palabras: «la desidia es el principal enemigo de la libertad de expresión». La dirección de fotografía de esta campaña estuvo a cargo de Emmanuel Lubezki.
En septiembre de 2016, Morrison fue parte de una campaña de Levi’s en México para promover la línea Shaping Plus, una línea que fomenta el respeto a la diversidad del cuerpo de la mujer. Cuando compartió las fotografías de la campaña en sus redes, la artista recibió fuertes críticas por su físico. Esto llevó a Carla Morrison a publicar un mensaje de amor y respeto hacia aquellas personas que se dedican a juzgar y a criticar a otros por su apariencia física, como lo hicieron con ella a raíz de esta campaña.
Más recientemente, en la ceremonia de los premios Grammy Latino, Carla Morrison dedicó el premio que ganó en la categoría de Mejor Canción de Música Alternativa a la comunidad latinoamericana en los Estados Unidos y se pronunció en contra del presidente Donald Trump y su política racista.

### Pan dulce productions
A principios de 2013, Carla Morrison creó Pan Dulce Productions una productora ejecutiva que apoya a proyectos musicales independientes. El objetivo de la cantante a través de esta productora es ayudar y guiar a músicos independientes que están introduciendo en la escena musical con promoción, consejos de cómo hacer las cosas por ellos mismos, además de apoyo monetario; el cual consiste en un préstamo para los artistas y que ellos puedan cubrir los gastos de la grabación y preparación de sus discos. Los proyectos apoyados pagan el dinero posteriormente sin ningún tipo de interés y a través de las regalías generadas por las ventas de discos, shows, etc. –de las cuales pagan un pequeño porcentaje hasta llegar a cubrir la totalidad del préstamo. Entre los proyectos apoyados por esta productora se encuentran Jandro, Ramona y Mariel Mariel.

## Otros proyectos

### Colaboraciones
En septiembre de 2014, fue invitada a colaborar en el Unplugged de Enrique Bunbury, en el cual interpretó el tema «Porque las cosas cambian». Como parte del éxito obtenido con su álbum Amor supremo, en febrero de 2016, Carla Morrison fue invitada por Macklemore y Ryan Lewis para colaborar con el tema «The Train» en su álbum This Unruly Mess I've Made en febrero de 2016. Además, la canción «Eres tú», uno de los sencillos de su álbum Déjenme llorar, apareció en un episodio de la serie TrollHunters del director Guillermo del Toro en el año 2016. En febrero de 2017, Carla Morrison colaboró con Los Pericos en «Anónimos», el segundo sencillo de su álbum, Soundamerica. Y en mayo de 2017, recibió la invitación de Dani Martín para cantar en «Que se mueran de envidia», el cuarto sencillo de su álbum La montaña rusa. Además, en 2014, colaboró junto a la banda mexicana Kinky en su participación para la serie Unplugged para la canción «¿A dónde van los muertos?».
En 2020, Nicky Jam hizo un sample de la canción «Disfruto», llamada «Deshaogo». Se confirmó que la cantante autorizó dicho sample, ya que anteriormente, Charles Ans hizo lo mismo con «No quise mirar» donde Morrison demandó al rapero por violar los derechos de autor de su canción. El 23 de julio, un video musical a blanco y negro del sencillo «Recuerdo» de Ricky Martin fue publicado, en el que Carla aparece cantando junto a él. El videoclip fue realizado a distancia, como medida de prevención ante la pandemia de COVID-19 en el mundo. Martin grabó desde Los Ángeles, California, mientras que Morrison lo hizo desde París, Francia.

### Participación enTEDx
En mayo de 2017, fue invitada por los organizadores de TEDx Tlalpan a dar una conferencia titulada ¿De quién dependo?, donde explica su vocación como artista y cómo ha desarrollado su carrera como artista independiente. Abundó también en el por qué es sustentable e importante para ella seguir siendo independiente, siempre por decisión propia. Habló también sobre cómo se conforma su equipo, su oficina y su empresa.

### Debut en el cine
Debutó como actriz en la película Ana María in Novela Land, grabada en Los Ángeles y lanzada el 27 de febrero de 2017. En la banda sonora de la película se incluyen tres canciones de su autoría, «Me encanta», «Yo sigo aquí» y «Hasta la piel». La artista también fue invitada a grabar una versión en español de «Pale Blue Eyes» de The Velvet Underground para la banda sonora de la película How to Be a Latin Lover, lanzada en 2017.

## Discografía
| Álbumes de estudio - 2012: Déjenme llorar - 2015: Amor supremo - 2022: El renacimiento Álbumes acústicos - 2017: Amor supremo desnudo | EPs - 2009: Aprendiendo a aprender - 2010: Mientras tú dormías... - 2013: Jugando en serio - 2016: La niña del tambor |

## Giras musicales
Principales
- 2012: Déjenme llorar Tour[145]
- 2014: Sin despedir Tour[146]
- 2015: Amor supremo Tour[147]
- 2017: Amor supremo desnudo Tour[148]
- 2022: El renacimiento Tour[149]

## Videografía
Videos musicales
| Año  | Canción           | Otro Artista(s) | Álbum                  |
| ---- | ----------------- | --------------- | ---------------------- |
| 2010 | «Compartir»       | Ninguno         | Mientras tú dormías... |
| 2011 | «Yo sigo aquí»    | Ninguno         | Mientras tú dormías... |
| 2011 | «Una salida»      | Ninguno         | Mientras tú dormías... |
| 2011 | «Déjenme llorar»  | Ninguno         | Déjenme llorar         |
| 2012 | «Hasta la piel»   | Ninguno         | Déjenme llorar         |
| 2012 | «Eres tú»         | Ninguno         | Déjenme llorar         |
| 2013 | «Disfruto»        | Ninguno         | Déjenme llorar         |
| 2014 | «Maleza»          | Ninguno         | Déjenme llorar         |
| 2015 | «Un beso»         | Ninguno         | Amor supremo           |
| 2016 | «Vez primera»     | Ninguno         | Amor supremo           |
| 2016 | «Azúcar morena»   | Ninguno         | Amor supremo           |
| 2016 | «No vuelvo jamás» | Ninguno         | Amor supremo           |
| 2016 | «Jesús»           | Ninguno         | La niña del tambor     |
| 2017 | «Tú atacas»       | Ninguno         | Amor supremo           |
| 2017 | «Te regalo»       | Ninguno         | Amor supremo desnudo   |
| 2020 | «Ansiedad»        | Ninguno         | El renacimiento        |
| 2020 | «No me llames»    | Ninguno         | El renacimiento        |
| 2021 | «Obra de arte»    | Ninguno         | El renacimiento        |
| 2021 | «Contigo»         | Ninguno         | El renacimiento        |
| 2022 | «Diamantes»       | Ninguno         | El renacimiento        |

## Filmografía
Televisión
| Año  | Título                         | Personaje | Director                                          | Nota         | Ref.    |
| ---- | ------------------------------ | --------- | ------------------------------------------------- | ------------ | ------- |
| 2010 | Soy tu fan México              | Ninguno   | Álvaro Hernández Mariana Chenillo Gerardo Naranjo | Banda sonora | [ 150 ] |
| 2015 | Quantico                       | Ninguno   | Josh Safran                                       | Banda sonora | [ 151 ] |
| 2016 | Trollhunters: Tales of Arcadia | Ninguno   | Guillermo del Toro                                | Banda sonora | [ 133 ] |

Cine
| Año  | Título                   | Personaje  | Director               | Nota          | Ref.    |
| ---- | ------------------------ | ---------- | ---------------------- | ------------- | ------- |
| 2011 | Dolores a colores        | Ella misma | Jesús Vásquez          | Documental    | [ 152 ] |
| 2015 | Ana María in Novela Land | Laura Díaz | Georgina García Riedel | Banda sonora  | [ 142 ] |
| 2015 | Ana María in Novela Land | Laura Díaz | Georgina García Riedel | Debut estelar | [ 153 ] |
| 2017 | How to Be a Latin Lover  | Ninguno    | Ken Marino             | Banda sonora  | [ 143 ] |

## Premios y nominaciones
Premios
| Año  | Entrega        | Categoría                 | Nominación             | Resultado | Ref.    |
| ---- | -------------- | ------------------------- | ---------------------- | --------- | ------- |
| 2011 | Premios IMAS   | Mejor álbum alternativo   | Mientras tu dormías... | Ganadora  | [ 154 ] |
| 2012 | Grammy Latinos | Mejor álbum alternativo   | Déjenme Llorar         | Ganadora  | [ 64 ]  |
| 2012 | Grammy Latinos | Mejor canción alternativa | «Déjenme llorar»       | Ganadora  | [ 64 ]  |
| 2016 | Grammy Latinos | Mejor canción alternativa | «Vez primera»          | Ganadora  | [ 80 ]  |

Nominaciones
| Año  | Entrega            | Categoría                  | Nominación                     | Resultado | Ref.    |
| ---- | ------------------ | -------------------------- | ------------------------------ | --------- | ------- |
| 2011 | Grammy Latinos     | Mejor álbum alternativo    | Mientras tú dormías...         | Nominada  | [ 61 ]  |
| 2012 | Grammy Latinos     | Álbum del año              | Déjenme llorar                 | Nominada  | [ 63 ]  |
| 2012 | Grammy Latinos     | Canción del año            | «Déjenme llorar»               | Nominada  | [ 63 ]  |
| 2013 | Grammy Awards      | Álbum latino alternativo   | Déjenme llorar                 | Nominada  | [ 155 ] |
| 2016 | Grammy Latinos     | Mejor álbum alternativo    | Amor supremo                   | Nominada  | [ 78 ]  |
| 2017 | Grammy Awards      | Mejor álbum latino         | Amor supremo                   | Nominada  | [ 156 ] |
| 2017 | Premio Lo Nuestro  | Álbum del Año              | Amor supremo                   | Nominada  | [ 79 ]  |
| 2018 | Grammy Latinos     | Álbum pop tradicional      | Amor supremo desnudo           | Nominada  | [ 157 ] |
| 2025 | Premios Lo Nuestro | Mejor combinación femenina | «Que vuelva» (con Kany García) | Nominadas | [ 158 ] |